# Wiesław Śliwiński
Wiesław Śliwiński (ur. 17 listopada 1920 w Będkowie, zm. 16 czerwca 1990 w Łodzi) – polski urzędnik, ekonomista, działacz Polskiego Towarzystwa Turystyczno-Krajoznawczego (PTTK).
Wykształcenie ekonomiczne, urzędnik Prezydium Rady Narodowej m. Łodzi, w 1985 odszedł stamtąd na emeryturę.
Członek PTTK od 1958, w 1961 zdobył uprawnienia Przodownika Turystyki Pieszej. W latach 1958–1964 działacz Koła PTTK przy Prezydium Rady Narodowej m. Łodzi.
W latach 1962–1974 członek Komisji Turystyki Pieszej Łódzkiego Oddziału PTTK. Przez 4 lata był wiceprezesem Klubu Turystyki Pieszej „Salamandra” Łódzkiego Oddziału PTTK. Corocznie prowadził kilkanaście niedzielnych pieszych wycieczek organizowanych przez Łódzki Oddział PTTK im. Jana Czeraszkiewicza.
Wyróżniony Srebrną Honorową Odznaką PTTK oraz Złotą Honorową Odznaką PTTK.
Pochowany na cmentarzu na Zarzewie w Łodzi.